# Babbacombe Model Village
Babbacombe Model Village er en miniaturepark i Babbacombe i Devon i Storbritannien. Miniatureparken blev åbnet i 1963 af Tom Dobbins, der i forvejen havde åbnet en anden miniaturepark ved Southport i 1957.
Miniatureparken dækker et areal på ca. 1,6 hektar med over 400 modeller og en 300 meter lang havebane. Parken er primært koncentreret omkring en enkelt fiktiv by med mange modeller baseret på typiske britiske bygninger og seværdigheder så som Stonehenge og The Shard. Navnene på butikker og andre ting er ordspil. I sommermånederne har parken åben til kl. 22.30, hvilket udnyttes til at illuminere parken visse aftener.